# Minburn (Iowa)
Minburn – miasto w Stanach Zjednoczonych, w stanie Iowa, w hrabstwie Dallas. W 2000 liczyło 391 mieszkańców.